# 롯데백화점 인천점

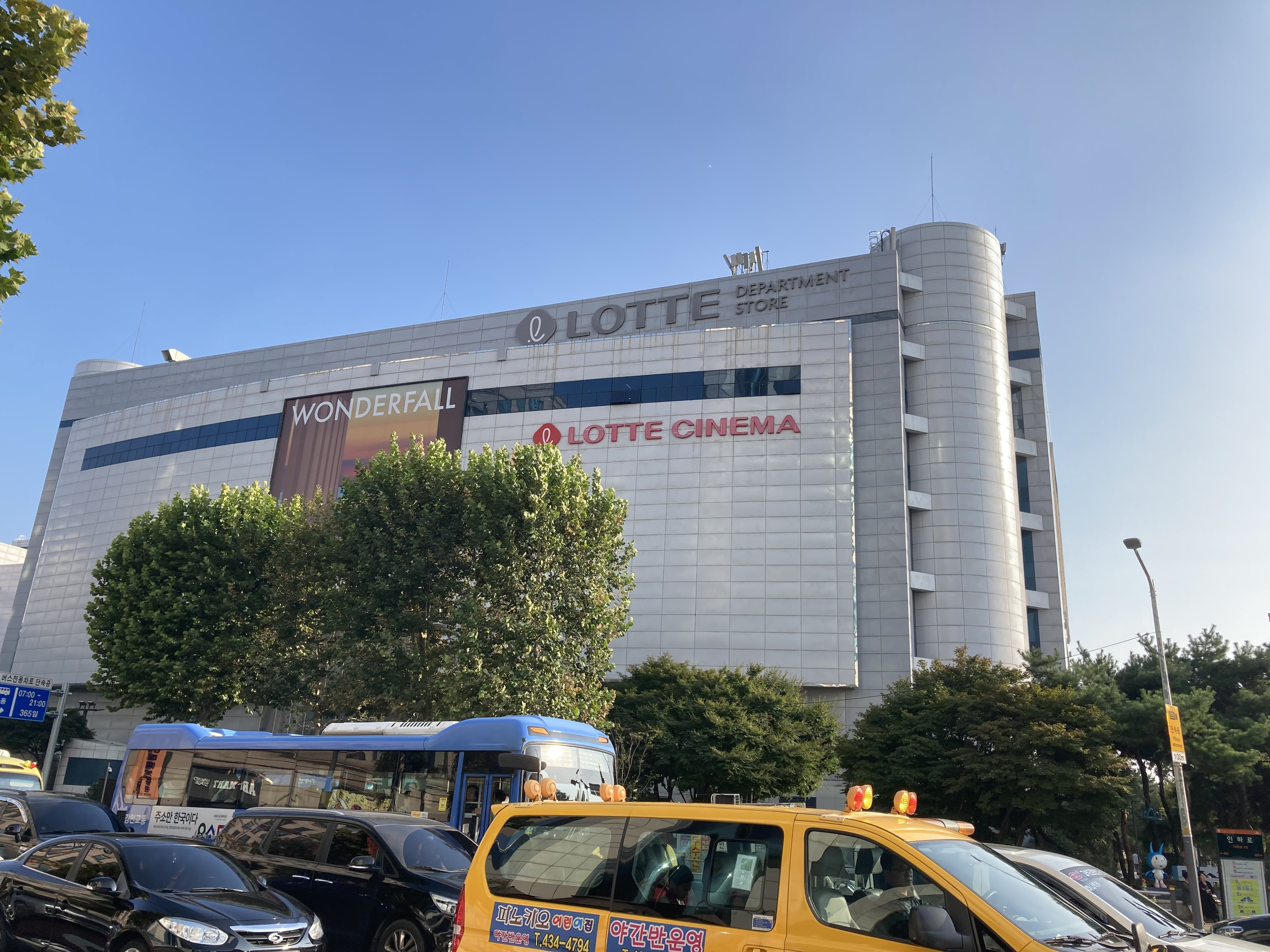
롯데백화점(롯데시네마) 인천점

인천점은 2019년 1월 4일 개점하였다. 인천광역시 미추홀구 연남로 35(관교동)에 있으며, 인천 1호선 인천터미널역과 연결되어 있다. 본래 신세계백화점 인천점으로 1997년 11월 20일 개점하여 2018년 12월 28일까지 영업을 하였고 이후 롯데백화점으로 변경되었다.

## 역사
2019년 1월 4일 이후 롯데 백화점이 공식 개점하였다.  CGV인천터미널 점은 롯데시네마로 변경되었고, 라운지 서비스가 강화된 에비뉴엘 라운지들이 신설되어 정착되었다. 기존 신세계 백화점의 시설과 층의 변화는 없고, 내부시설 및 입점된 브랜드(상점)가 변화되는 과정이 있었다.

## 사진

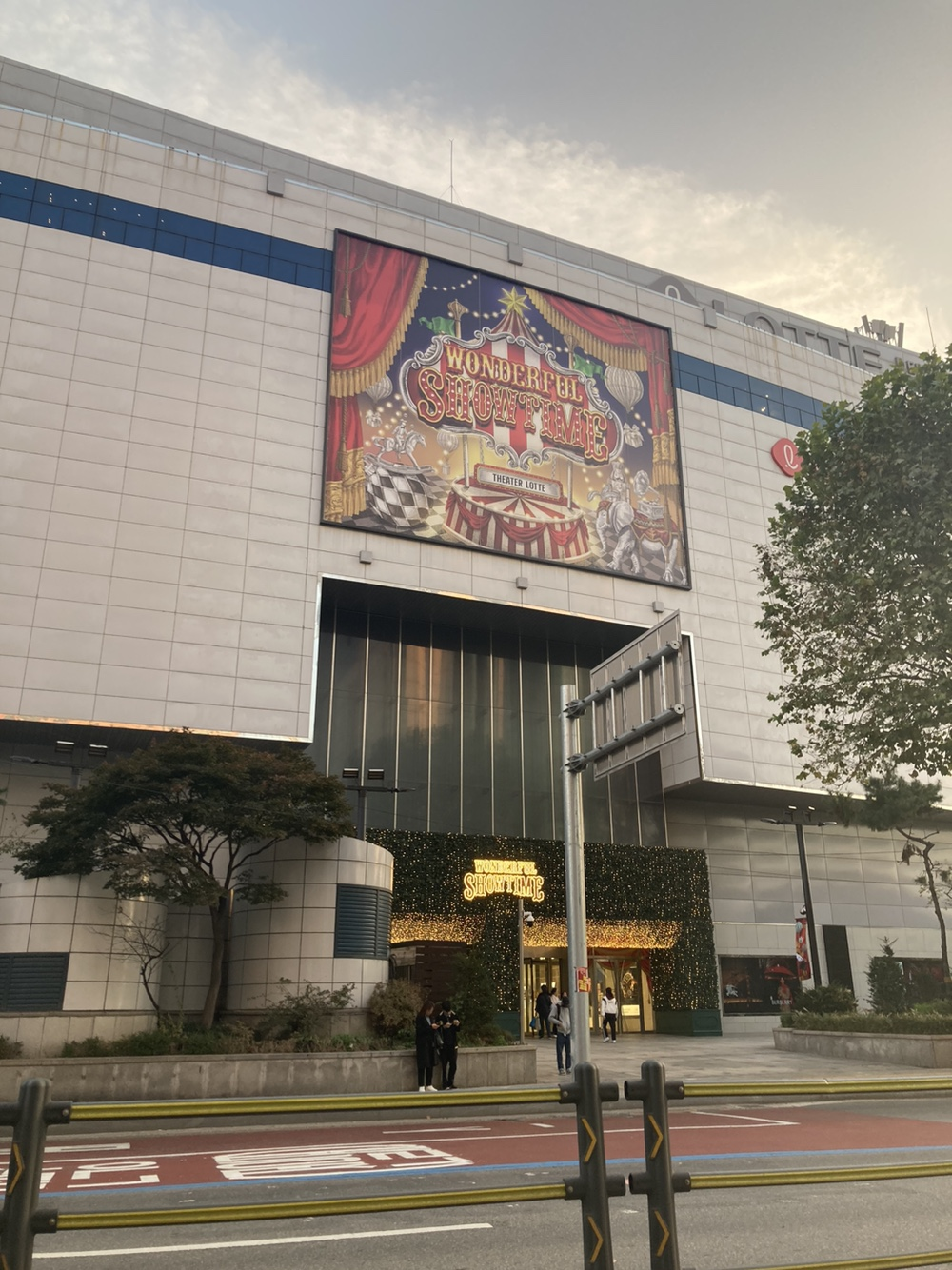
롯데백화점 크리스마스 전경(2024년 11월)
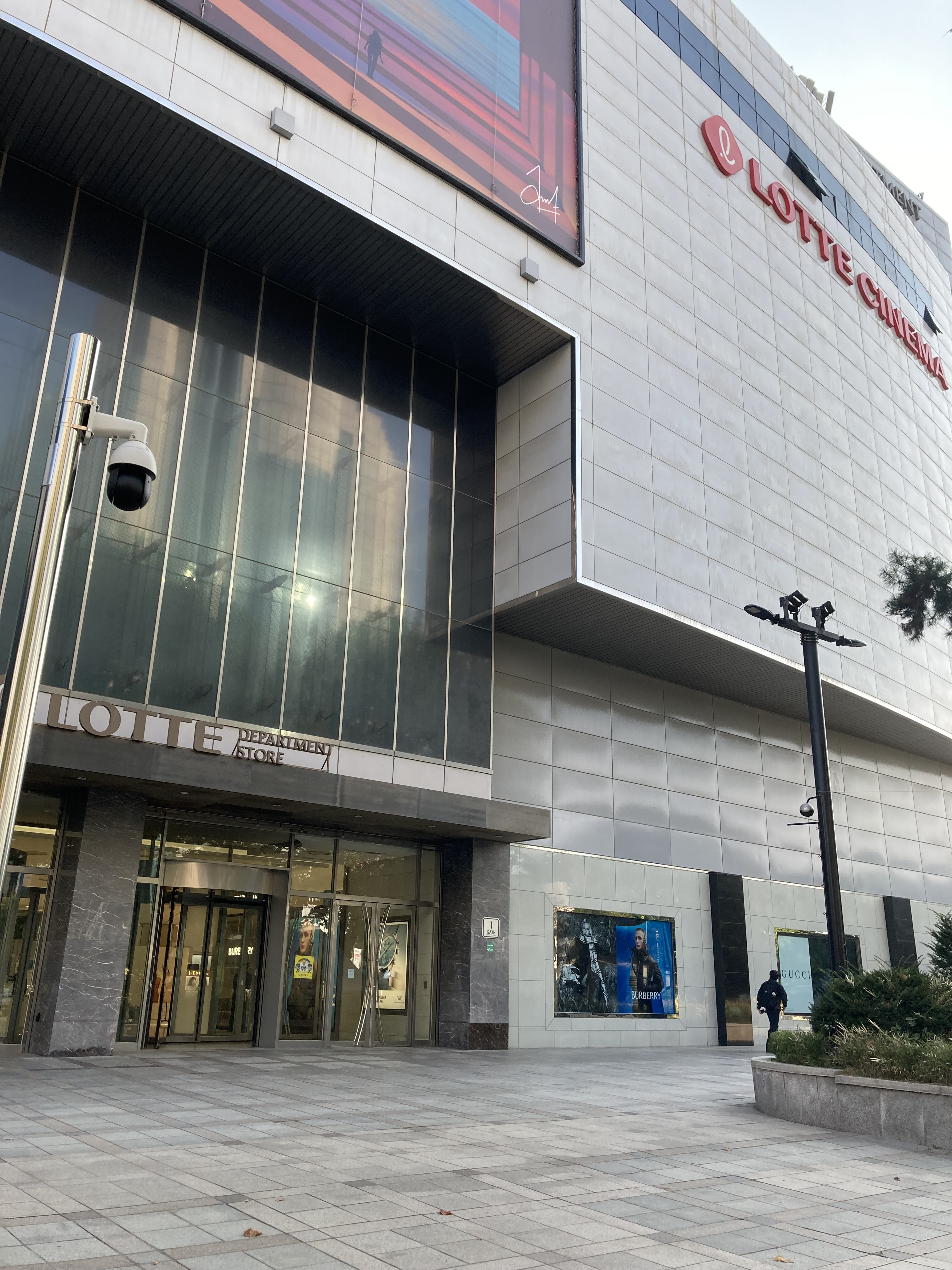
인천점 입구
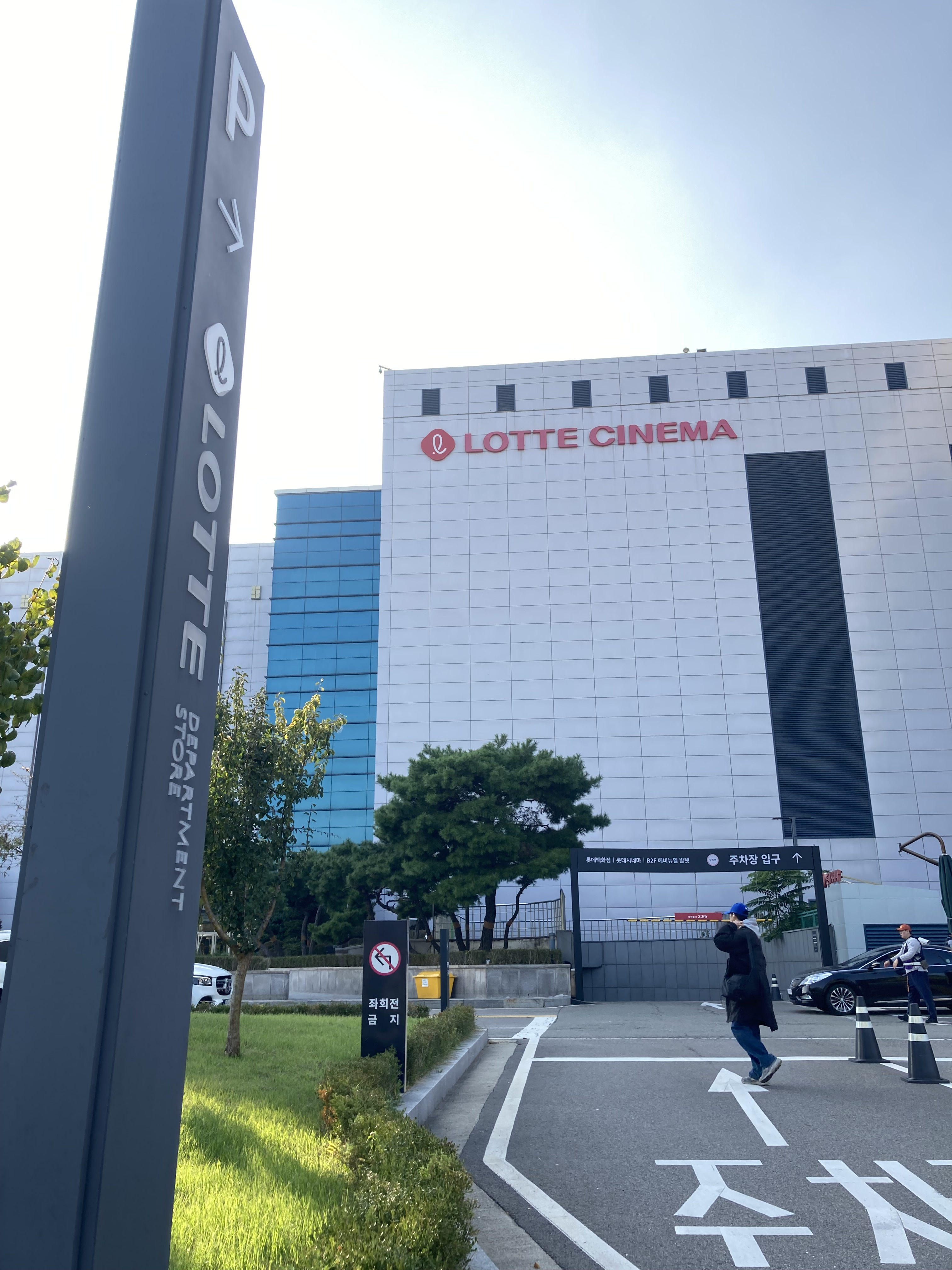
인천점 주차장(타워측)
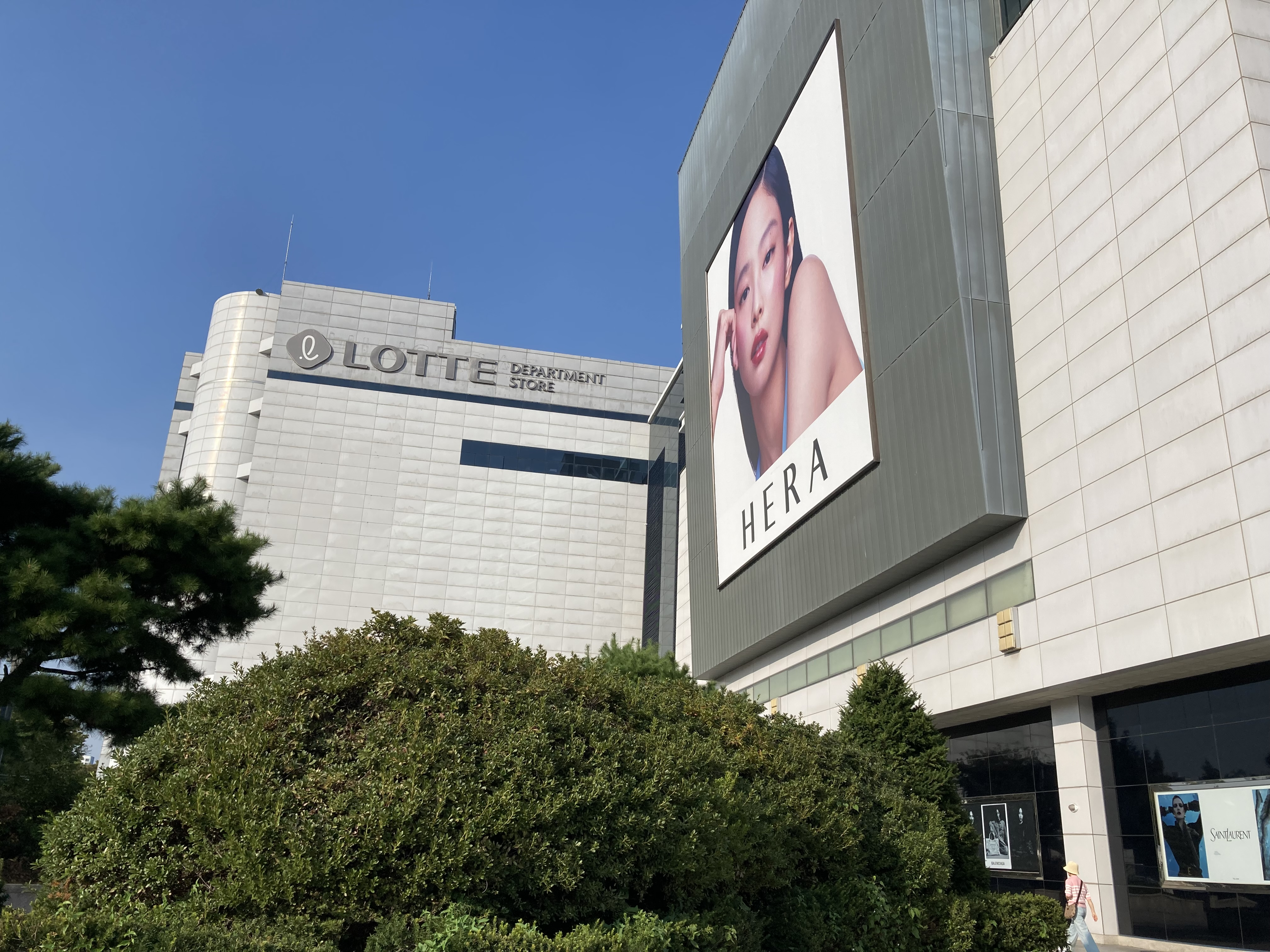
인천점 후문(인천터미널역방향)
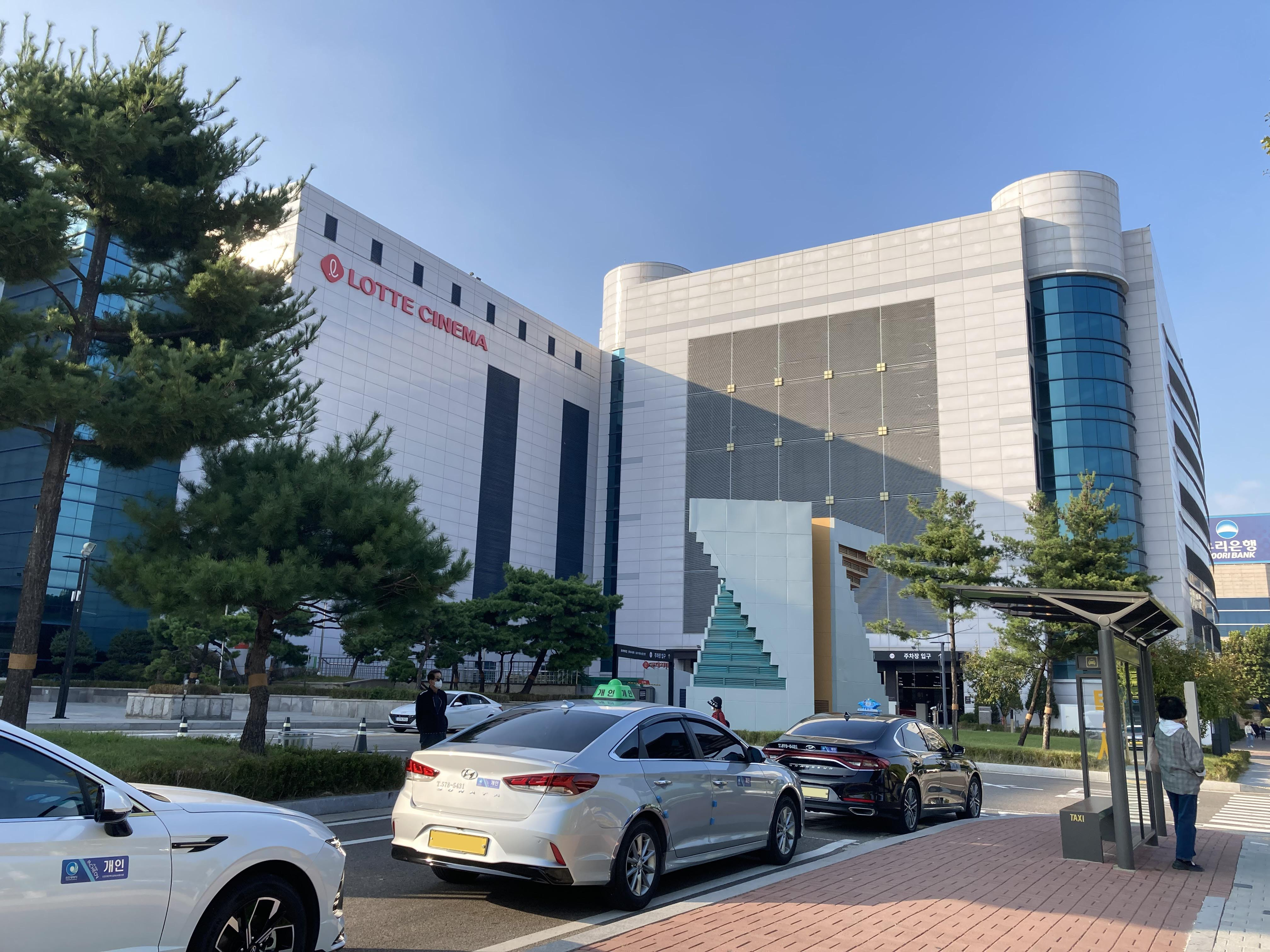
인천점 택시타는곳(인천버스종합터미널 정문)
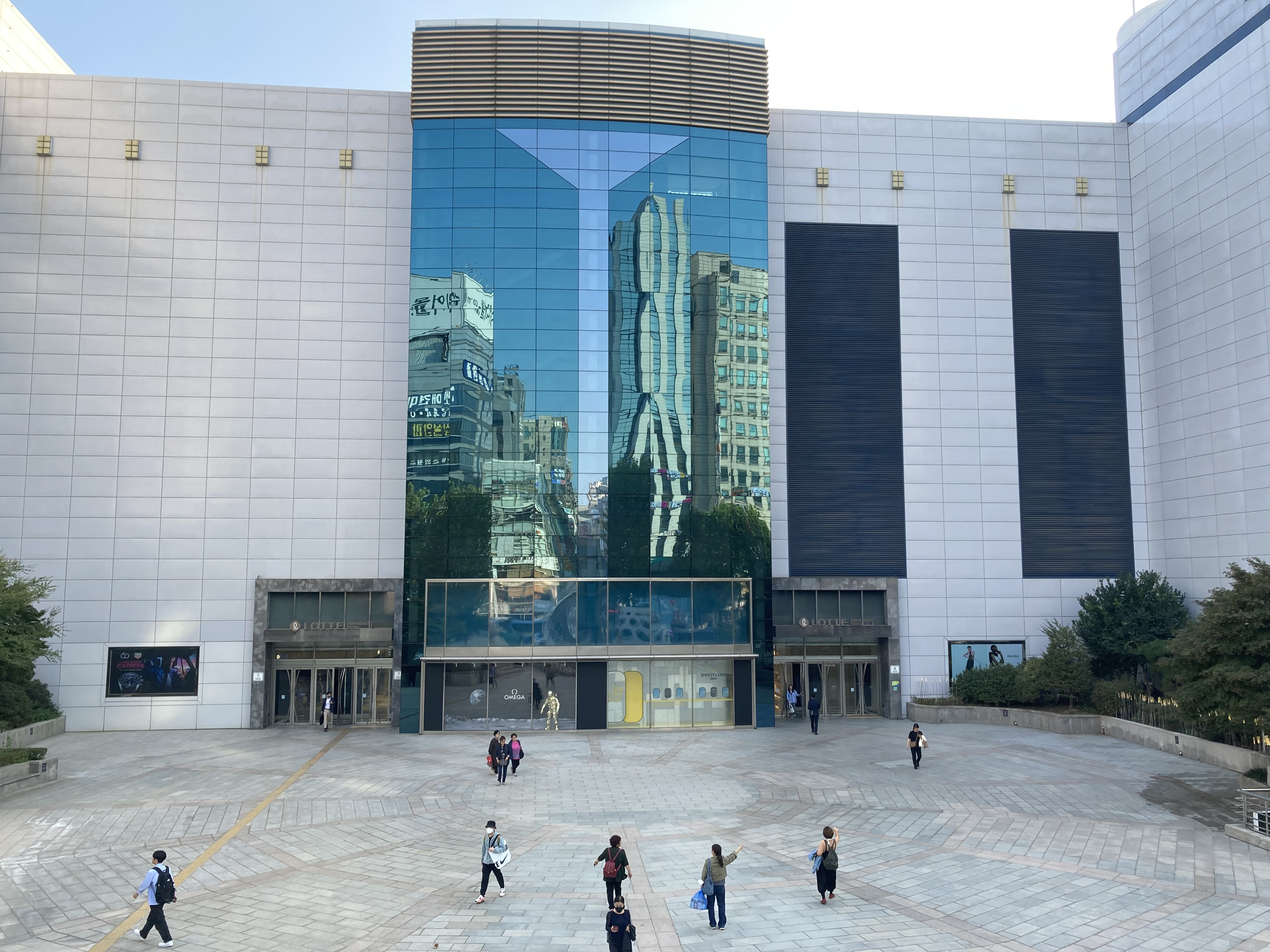
구월동 로데오거리 방면 관교-구월간 육교에서 내려다본 백화점
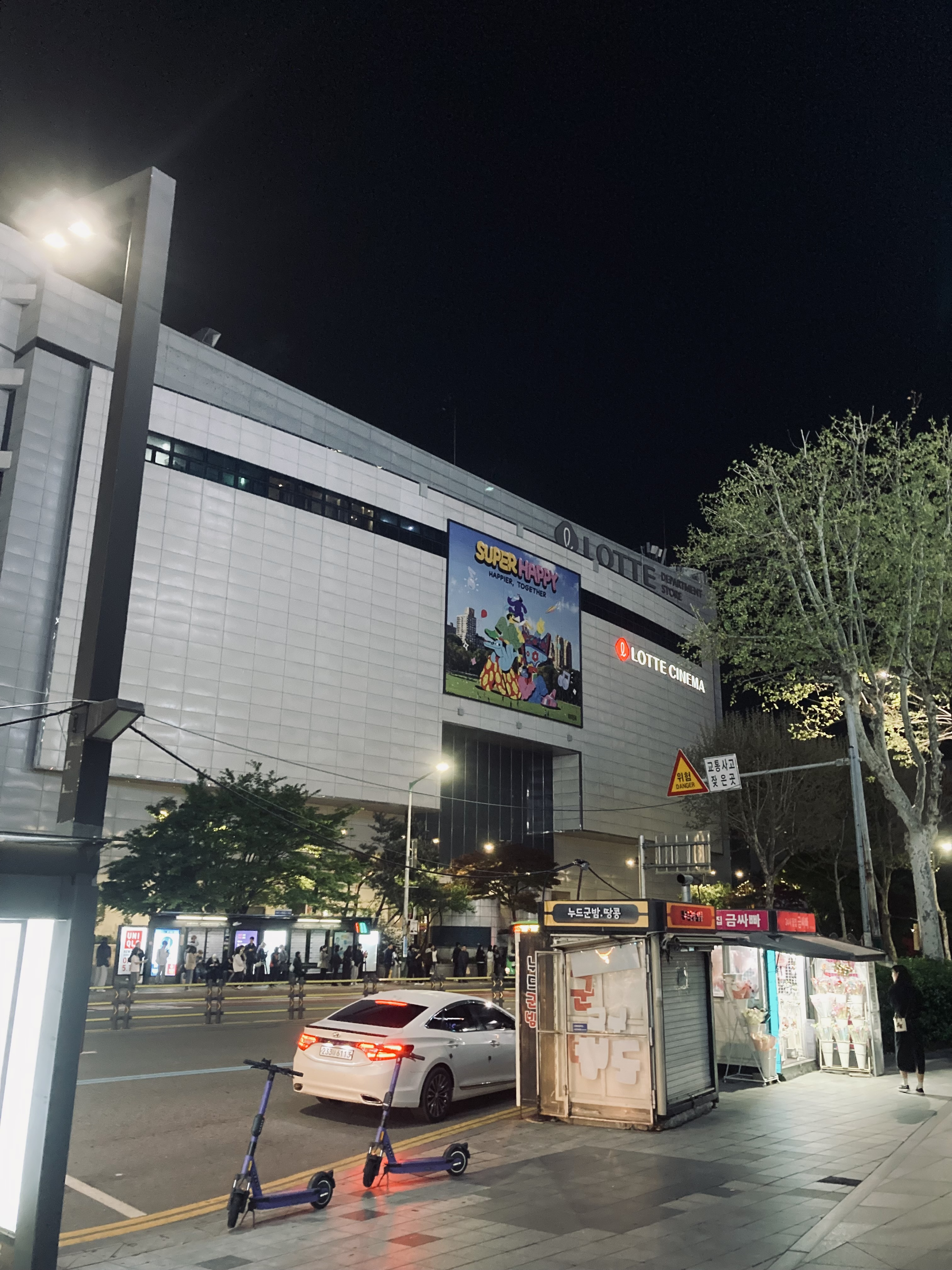
롯데백화점, 롯데시네마 야경

## 시설정보
- 7F 주차장
- 6F 식당가
- 5F 가전ㅣ가구ㅣ주방식기ㅣ홈데코ㅣ롯데카드
- 4F 남성패션ㅣ스포츠ㅣ아웃도어ㅣ골프
- 3F 여성패션ㅣ아동·유아ㅣ패션잡화ㅣ란제리
- 2F 여성컨템포러리ㅣ영캐주얼ㅣ나이키
- 1F 해외패션ㅣ잡화
- B1 레피세리ㅣ엘비노ㅣ화장품ㅣ롯데시네마
- B2 주차장

## 상권정보
인천점은 인천버스종합터미널이 함께 있고, 구월동 로데오거리가 인접해있는 초대형 상권지역이다. 인천 구월동, 관교동, 만수동, 연수구 등이 가깝게 이용하는 상권지역이라 볼 수 있다.
인천터미널과 함께 영풍문고 인천점, 롯데시네마, 롯데마트가 입점이 되어 있다. 인천점의 대규모 투자가 이루어진 터라 시민들도 인천터미널을 방문하는 과정에 있어서 새로워진 백화점에 반가워하기도 한다. 에비뉴엘 및 특화된 요리식당들에 대한 시민들의 반응이 좋은 편이다. 주기적인 팝업스토어 운영으로 매 분기 운영을 해오는 부분에서 브랜드 전환 혼란에 대한 평이 좋은 편이기도 하다.
롯데 계열의 백화점이 기존에 있었으나, 인천점이 새롭게 구성된 이후 점포를 정리하고 옮겨왔다 볼 수 있으며, 2024년 기준 원래 있던 신세계의 경우 이마트 트레이더스 건립이 진행중이다.(다행히, 기존 신세계를 애용하던 고객층이 기다리는 부분일 것으로 보인다.)